# Felipa de Brandeburgo-Schwedt
Felipa de Brandeburgo-Schwedt (en alemán, Philippine von Brandenburg-Schwedt; Schwedt, 10 de octubre de 1745-Berlín, 1 de mayo de 1800) fue una princesa de Brandeburgo-Schwedt, hija del margrave Federico Guillermo de Brandeburgo-Schwedt y de su consorte, Sofía Dorotea de Prusia. Por matrimonio, era landgravina de Hesse-Kassel.

## Biografía
Felipa era hija del margrave Federico Guillermo de Brandeburgo-Schwedt y de su esposa, la princesa Sofía Dorotea de Prusia (hija del rey Federico Guillermo I de Prusia y de la reina Sofía Dorotea de Hannover).
Su tía, la reina de Suecia, Luisa Ulrica de Prusia, la quería como esposa de su hijo Gustavo, pero Gustavo se casó con la princesa Sofía Magdalena de Dinamarca en su lugar. Más tarde, quiso desposarla con su hijo menor, Carlos, pero nuevamente este se casó con otra princesa. Después de dos intentos de matrimonio fallidos, se casó el 10 de enero de 1773 con el landgrave Federico II de Hesse-Kassel, que era 25 años mayor y viudo de su primera esposa.
Durante su matrimonio, Felipa llevó una vida muy independiente. En 1777, dio a luz a un hijo ilegítimo de su aventura con el estadista Georg Ernst von Wintzingerode Levin. También ayudó a reconciliar a su marido con sus tres hijos, que se habían distanciado desde 1754.